# Barnabé Guimard
Barnabé Guimard (Amboise, 1734 – Mosnes, 1805) was een Frans neoclassicistisch architect. Guimard werkte zijn hele leven in de Oostenrijkse Nederlanden waar hij belangrijke architecturale en stedenbouwkundige projecten leidde in de huidige Koninklijke Wijk zoals het Koningsplein en het Paleis van de Raad van Brabant in Brussel. In het Paleis van de Raad van Brabant, nu het Paleis der Natie huist vandaag het Federaal Parlement van België.

## Leven
Van het privéleven van Guimard is niet veel geweten. Hij studeerde architectuur bij Jacques-François Blondel aan de prestigieuze 'Académie royale d'architecture' in Parijs. In 1761 vestigt hij zich in Brussel. Vanaf augustus 1761 werkt hij onder hofarchitect Jean Faulte aan het hof van Karel van Lorreinen, landvoogd van de Zuidelijke Nederlanden voor de Oostenrijkers. In 1765 verlaat hij de studio van Faulte. Via de invloedrijke graaf Cobenzl wordt hij geïntroduceerd bij Wenzel Anton von Kaunitz, Habsburgs minister van buitenlandse zaken. Guimard krijgt zijn eerste overheidsopdrachten, waaronder de katafalk voor de begrafenis van keizer Frans I Stefan in de kathedraal van Sint-Michiel en Sint-Goedele en een publieke fontein in de vorm van een obelisk in de buurt van de Kapellekerk.
In 1766 wordt hij aangesteld als professor architectuur aan de nieuwe afdeling 'architectuur' aan de Brusselse 'Academie'. Hij neemt als snel ontslag om zijn tijd volledig te gaan besteden aan nieuwe opdrachten in Brussel en Antwerpen. Jarenlang probeert Guimard om benoemd te worden tot hofarchitect. In plaats van Guimard wordt echter de oudere Waalse architect Laurent-Benoit Dewez aangesteld als opvolger van Faulte. Guimard blijft als 'freelancer' werken voor de overheid en het hof gedurende de volgende jaren. In 1768 vraagt Karel van Lorreinen hem plannen te maken voor egaliseren van de terreinen van het Paleis op de Koudenberg, dat in 1731 was afgebrand. Dit gebied zou het nieuwe centrum van de overheid worden in Brussel, met realisaties als het Warandepark, het Koningsplein en het Paleis van de Raad van Brabant. Vanaf 1770 werkt Guimard voornamelijk aan verschillende plannen voor dit nieuwe 'Quartier Royal'. Hiervoor werkt hij samen met andere architecten die door de overheid geconsulteerd worden zoals Jean-Benoît-Vincent Barré voor het ontwerp van de Koningsplaats of Zinner voor het grondplan van het Warandepark. Men veronderstelde lange tijd dat Guimard verantwoordelijk was voor het ontwerp van het Koningsplein, maar Guimard had in feite enkel als opdracht om de werken in Brussel te superviseren, die uitgevoerd werden in opdracht van de plannen die Barré in Parijs had opgemaakt. Guimard had echter een niet te onderschatten opdracht hierin, aangezien hij ook verantwoordelijk was voor de aanpassing van de plannen van Barré aan de lokale situatie en het oplossen van praktische moeilijkheden op terrein.
In 1773 maakt hij een ontwerp voor een nieuwe staatsgevangenis in Vilvoorde, het Tuchthuis. Guimard wordt echter niet geselecteerd en het project wordt uitgevoerd door hofarchitect Dewez.
Tussen 1776 en 1782 leidt hij de werken aan een groot neoclassicistisch geheel van het Brusselse Koningsplein en het Koninklijk Park. Een voorbeeld van deze stadspaleizen ('hôtels' in het Frans) is het Hotel Errera. Zijn belangrijkste persoonlijke realisatie binnen het project van de Koninklijke Wijk was het ontwerp van het Paleis van de Raad van Brabant. In de vroege jaren 1780 vertrouwde de overheid hem het ontwerp van de monumentale toegangen tot het Park van Brussel toe. Na de dood van Karel van Lorreinen wordt het bestuur van de Oostenrijkse Nederlanden, toevertrouwd aan de Oostenrijkse aartshertog Maria-Christina van Oostenrijk en haar echtgenoot Albert Casimir van Saksen-Teschen. Aangezien ook Dewez in ongenade valt (officieel vanwege tekortkomingen in zijn ontwerp van het Tuchthuis in Vilvoorde) kiezen ze voor nieuwe hofarchitecten Charles De Wailly en Louis Montoyer. Guimard krijgt met het ontwerp van de triomfboog ter ere van de 'triomfantelijke intrede van de nieuwe gouverneurs in de hoofdstad' (1781) ironisch zijn laatste overheidsopdracht.
In de laatste jaren van het Oostenrijks bestuur krijgt Guimard zijn belangrijkste private opdracht: het ontwerp van het kasteel van Wannegem-Lede. Het is een klein maar elegant landhuis dat op een heuveltop in een romantische Engelse tuin gelegen is. Het landhuis is gebouwd in een verfijnde neoclassicistische stijl, die doet denken aan Petit Trianon. Na de bezetting van de Oostenrijkse Nederlanden door de Franse revolutionaire troepen, keert Guimard terug naar zijn geboorteland, waar hij professor wordt aan de École Centrale van Tours in 1796.

## Realisaties
- 1776-1787: façade van de kerk Sint-Jacob-op-Koudenberg, naar plannen van Jean-Benoît-Vincent Barré, Koningsplein
- 1776: het voormalige hotel Bellevue, vandaag het BELvue Museum, Paleizenplein 7
- 1776-1777: Hotel Coudenberg, huidige zetel van het Grondwettelijk Hof, Koningsplein 7
- 1776-1781: Hôtel de Templeuve, of Paleis van de graaf van Vlaanderen, Regentschapstraat 2, huidige zetel van het Rekenhof
- 1777: Hôtel de Ligne[1] Koningsstraat 72 , huidige zetel van het Parlement van de Franstalige Gemeenschap van België
- 1778-1783: Paleis van de Raad van Brabant, later het Paleis der Natie, zetel van het Federaal Parlement van België
- 1779-1782: Hotel Errera, Koningsstraat 14 in Brussel [2][1], nu ambtswoning van de Vlaamse regering.
- 1780: Hôtel des Brasseurs, of Hôtel Gresham, Koningsplein 3
- 1785-1786: kasteel van Wannegem-Lede, Huisepontweg 40. Beschermd monument [3].

- Biografisch Portaal: 90027005
- Digitale Bibliotheek voor de Nederlandse Letteren: guim001
- Gemeinsame Normdatei: 1029183287
- RKD-Nederlands Instituut voor Kunstgeschiedenis: 34600
- Union List of Artist Names: 500075700
- Virtual International Authority File: 292889666